# Министерство индустрии и инфраструктурного развития Казахстана
Министерство индустрии и инфраструктурного развития Республики Казахстан (каз. Қазақстан Республикасы Индустрия және инфрақұрылымдық даму министрлігі) — центральный исполнительный орган Республики Казахстан. 1 сентября 2023 года Указом Президента Республики Казахстан Касым-Жомарта Токаева было реорганизовано путём разделения на Министерство транспорта Республики Казахстан и Министерство промышленности и строительства Республики Казахстан.

## История
Министерство было образовано согласно указу Президента РК от 06.08.2014 года №875 с передачей ему функций и полномочий:
- Министерства индустрии и новых технологий Республики Казахстан, за исключением функций и полномочий в области формирования и реализации государственной политики в сфере электроэнергетики, атомной энергии;
- Агентства Республики Казахстан по связи и информации, за исключением функций и полномочий в области архивного дела и документации;
- в области промышленной безопасности – от Министерства по чрезвычайным ситуациям Республики Казахстан;
- Министерства транспорта и коммуникаций Республики Казахстан;
- Национального космического агентства Республики Казахстан[2].
- Министром нового ведомства назначили Исекешева Асета Орентаевича, освободив его от должности Заместителя Премьер-Министра Республики Казахстан – Министра индустрии и новых технологий Республики Казахстан[3].
- 26 декабря 2018 года Министерство по инвестициям и развитию Республики Казахстан было реорганизовано в Министерство индустрии и инфраструктурного развития Республики Казахстан. Функции и полномочия в сфере формирования государственной политики по привлечению инвестиций переданы Министерству национальной экономики Республики Казахстан, а функции и полномочия в сфере реализации государственной политики по привлечению инвестиций переданы Министерству иностранных дел Республики Казахстан. Комитет по инвестициям перешёл в ведение Министерства иностранных дел Республики Казахстан[4].

## Структура
В состав министерства входило 6 комитетов:
1. Комитет индустриального развития и промышленной безопасности Министерства индустрии и инфраструктурного развития Республики Казахстан;
2. Комитет автомобильных дорог Министерства индустрии и инфраструктурного развития Республики Казахстан;
3. Комитет гражданской авиации Министерства индустрии и инфраструктурного развития Республики Казахстан;
4. Комитет транспорта Министерства индустрии и инфраструктурного развития Республики Казахстан;
5. Комитет по делам строительства и жилищно-коммунального хозяйства Министерства индустрии и инфраструктурного развития Республики Казахстан;
6. Комитет государственного оборонного заказа.

- Департаменты и тд:

1. Департамент стратегического планирования
2. Департамент документационного обеспечения
3. Юридический департамент
4. Департамент кадровой работы
5. Департамент финансов
6. Департамент административной работы
7. Департамент информационного обеспечения
8. Департамент по управлению активами
9. Департамент развития транзита и транспортной логистики
10. Департамент проектного управления - проектный офис
11. Департамент внутреннего аудита
12. Департамент внешнеэкономического сотрудничества
13. Департамент цифровой трансформации
14. Департамент оборонно-промышленного комплекса
15. Департамент недропользования

## Министры
- Исекешев, Асет Орентаевич — 6 августа 2014 — 21 июня 2016 (Министр по инвестициям и развитию Республики Казахстан)
- Касымбек, Женис Махмудулы — 21 июня 2016 — 25 февраля 2019
- Скляр, Роман Васильевич — 25 февраля — 18 сентября 2019[5]
- Атамкулов, Бейбут Бакирович — 18 сентября 2019 — 5 января 2022
- Ускенбаев, Каирбек Айтбаевич — 11 января 2022 — 4 января 2023[6]
- Карабаев, Марат Каримжанович — 4 января — 1 сентября 2023[7][8]

## Министр и руководители
- Карабаев Марат Каримжанович — Министр индустрии и инфраструктурного развития Республики Казахстан[9];
- Идырысов Алмаз Серикболович — Первый Вице-министр индустрии и инфраструктурного развития Республики Казахстан[10];
- Камалиев Берик Сайлауович — Вице-министр индустрии и инфраструктурного развития Республики Казахстан;
- Щеглова Динара Ринатовна — Вице-министр индустрии и инфраструктурного развития Республики Казахстан;
- Ержанов Аманияз Касымович — Вице-министр индустрии и инфраструктурного развития Республики Казахстан;
- Сарсембаев Адльбек Зейнуллаевич — Вице-министр индустрии и инфраструктурного развития Республики Казахстан[11];
- Баймишев Руслан Нурашевич — Вице-министр индустрии и инфраструктурного развития Республики Казахстан[12];

- Пшембаев Мереке Кудайбергенович —  ответственный секретарь Министерства индустрии и инфраструктурного развития Республики Казахстан;
- Шархан Иран Шарханович — Вице-министр индустрии и инфраструктурного развития Республики Казахстан[13].
- Мурзабаев Ержан Жиксангалиевич — Вице-министр индустрии и инфраструктурного развития Республики Казахстан[14].